# Adoración de los Magos (Durero)
Esta Adoración de los Magos o de los Reyes (en alemán,  Anbetung der Könige) es un cuadro del pintor alemán Alberto Durero. Es un óleo sobre tabla, pintado en 1504. Mide 100 cm de alto y 114 cm de ancho. Está firmado y fechado. Se exhibe actualmente en la Galería de los Uffizi de Florencia, Italia, donde se expone con el título de Adorazione dei Magi. Perteneció a la Colección Imperial austríaca en Viena hasta 1792, cuando fue intercambiado por una pintura de Fra Bartolommeo propiedad del museo florentino. 
Se trata de una obra de madurez, encargo de Federico el Sabio para el altar de la Iglesia de Todos los Santos, en Wittenberg, Alemania. En principio, era el panel central de un retablo, conocido como el «retablo Jabach» y cuyas alas laterales se encuentran en el Instituto Städel de Fráncfort, el Museo Wallraf-Richartz de Colonia y la Alte Pinakothek de Múnich. Fue realizado después del viaje a Venecia del autor, por lo que se nota influencia de la pintura renacentista italiana, en particular en el vivo cromatismo y la luz muy veneciana que ilumina el cuadro. En la figura de la Virgen se observan influencias de Giovanni Bellini. La arquitectura de los fondos revela la influencia de Andrea Mantegna.
Destaca en esta obra el tratamiento de la perspectiva. En efecto, la dirección del punto de fuga es diagonal. Con gran precisión estudia esta perspectiva y las proporciones.
Representa la escena de la Adoración de los Reyes, que ocupa el centro de la escana, un poco hacia la izquierda. Son cuatro figuras monumentales cuyas expresiones, sin embargo, resultan bastante simples. La Virgen María, a la izquierda, sostiene al Niño sobre sus rodillas. Frente a él se encuentra Melchor, arrodillado, siempre representado como el más viejo de los tres. Detrás de él es reconocible la figura de Baltasar, representado como un joven negro. Prácticamente en el centro quedaría el tercer rey mago, Gaspar, vuelto hacia Baltasar, y que tiene el rostro del propio Durero
Estas figuras dialogan con naturalidad con el entorno en el que se sitúan, lo cual recuerda a Leonardo. Se trata de un paisaje que recuerda un poco a la pintura flamenca, junto a los elementos de la naturaleza aparecen estructuras o edificaciones en ruinas dispuestas a lo largo de la diagonal, que lleva la mirada a las siluetas de castillos en el fondo.
Durero pinta con un gran detallismo: insectos en el primer plano, pedrerías en el vestido del mago Melchor. Los colores son intensos, lo que es un rasgo típico de Durero.